# Efeter
Efeter (grekiska efetai), ett av femtioen medlemmar sammansatt domarkollegium i antikens Aten, vilket dömde i vissa slag av mordprocesser. Rörande namnets språkliga förklaring, tiden för kollegiets uppkomst (möjligen är det inrättat av Drakon), grunderna för dess tillsättning och omfånget av dess befogenhet råder stor ovisshet. Tydligt är bara, att det efter hand undanträngdes dels av areopagen, dels av de heliasteriska domstolarna och slutligen nästan råkade i glömska.